# Erik Löfmarck
Erik Vilhelm Löfmarck, född 10 april 1974, är en svensk sociolog, ståuppkomiker och musiker. Hans två huvudsakliga forskningsintressen är hur risker uppfattas och hanteras socialt, samt hur relationen mellan medborgare och stat ser ut. Även som komiker ägnar sig Löfmarck ofta åt samhällsfrågor, och 2009 var han med och grundade den politiska humorgruppen Lobbyn. Som musiker har Löfmarck främst arbetat med pop och visa, och bl.a. tonsatt Dan Andersson. 2019 erhöll han Dan Andersson-priset.

## Diskografi
- 1996 – ...Kliver in
- 1997 – Vildmark – Tretton dikter av Dan Andersson
- 2017 – Sånger från Rolösa gård – Elva nya tonsättningar av Dan Anderssons dikter

## Publikationer i urval
- Löfmarck, E. (2014). Den hand som föder dig. En studie av risk, mat och moderskap i Sverige och Polen. (doktorsavhandling) Uppsala: Acta Universitatis Upsaliensis
- Löfmarck, E. (2010). Brev till statsministern – en väg in i politiken. i Jacobsson, K. (red.) Känslan för det allmänna. Umeå: Boréa
- Jacobsson, K., Löfmarck, E., & Noaksson, N. (2008). En expertorganisation ändrar uppfattning: Om OECD:s omsvängning i arbetsmarknadspolitiken. Arbetsmarknad & Arbetsliv, 14(3), 31-43.
- Jacobsson, K. & Löfmarck, E. (2008). A Sociology of Scandal and Moral Transgression The Swedish Nannygate Scandal. Acta Sociologica, 51(3), 203-216.